# Virágvölgyi István
Virágvölgyi István (Budapest, 1982. április 4. –) magyar képszerkesztő, kurátor. Az Origo hírportál fotórovatát, illetve az MTI hírügynökség fotószerkesztőségét vezette, jelenleg a Robert Capa Kortárs Fotográfiai Központ kurátora, a Capa-nagydíj titkára és a Heti Fortepan blog szerkesztője.

## Tanulmányai
Érettségi után kiadványszerkesztő képesítést szerzett a Tótfalusi Kis Miklós Nyomdaipari Szakközépiskolában 2002-ben. 2009-ben diplomázott okleveles informatikus könyvtárosként az Eötvös Loránd Tudományegyetemen. 2013-ban vendéghallgatóként egy szemesztert az Oxfordi Egyetem Reuters Institute for the Study of Journalism intézetében töltött.

## Pályafutása
Pályája elején kiadványszerkesztőként dolgozott több grafikai stúdióban (MS mester, Art Force Design, Escript Design).
Az Origo hírportálnál dolgozott 2007 és 2011 között, először képszerkesztőként, majd a fotórovat vezetőjeként. Ezután az MTI hírügynökség fotószerkesztőségét vezette három évig 2011 és 2014 között. 2014-től 2019-ig a Budapesti Metropolitan Egyetemen (korábban Budapesti Kommunikációs és Üzleti Főiskola) fotóriporteri ismereteket tanított. 2014 óta a Capa Központ kurátora, a Capa-nagydíj titkára és 2020-tól a Heti Fortepan blog szerkesztője is.

## Fontosabb kiállításai
- Urbán Tamás: Felesleges Pillangó – 2020. március 5–augusztus 23., Capa Központ[5]
- Vendég + Látás (Németh Sz. Péter, Stiller Ákos, Szombat Éva, Zellei Boglárka Éva) – 2020. március 21–szeptember 6., Pannonhalmi Főapátság[6]
- The Past is Yours! Fortepan, a collective and free digital photo archive – 2020. augusztus 6–23., Fabryka Sztuki, Fotofestiwal nemzetközi fotófesztivál (Łódź, Lengyelország)[7]
- Walls of Power. Man-made barriers throughout Europe – 2019. július 1–augusztus 25., Maison des Lices, Les Rencontres d'Arles nemzetközi fotófesztivál (Arles, Franciaország)[8]
- Minden múlt a múltam. #huszadikszázad #privátfotó #Fortepan – 2019. április 16–szeptember 29., Magyar Nemzeti Galéria[9]
- Parallel Intersection Showcase – 2019. szeptember 14–október 6., Capa Központ[10]
- Egy közös ház (Ajpek Orsi, Kummer János, Ujvári Sándor) – 2017. március 21–november 10., Pannonhalmi Főapátság[11]
- Capa előtt és után. Magyar fotográfusok háborús képei 100 éve és ma (Bielik István, Csudai Sándor, Dévényi Veronika, Sopronyi Gyula, Fortepan) – 2018. május 17–29., Szkopjei Városi Múzeum (Szkopje, Észak-Macedónia)[12] és 2017. április 7–június 2., Balassi Intézet (Ljubljana, Szlovénia)[13]
- Osztás 10x10 (Balázs Attila, Hajdú D. András, Pályi Zsófia) – 2016. március 19–november 11., Pannonhalmi Főapátság[14]
- Forrongó Kijev (Beliczay László, Bielik István, Földes András, Hajdú D. András, Hirling Bálint, Szabó Balázs, Végh László) – 2014. március 21–23., Capa Központ[15]

## Tagságai
- International Association of Art Critics (AICA) 2020-tól
- Pulszky Társaság – Magyar Múzeumi Egyesület 2016-tól
- Fiatalok Fotóművészeti Stúdiója (FFS) 2007–2017
- Magyar Újságírók Országos Szövetsége (MÚOSZ) 2006–2014
- Papír és Nyomdaipari Műszaki Egyesület (PNYME) 2002–2010